# Protrusio acetabuli
Eine Protrusio acetabuli ist eine Vorwölbung von Hüftpfanne und -kopf in das kleine Becken. Die Erkrankung wird auch nach dem deutschen Anatomen Adolph Wilhelm Otto (1786–1845) und dem österreichischen Gynäkologen Rudolf Chrobak als Otto-Chrobak-Becken bezeichnet.

## Formen
Man unterscheidet eine primäre oder genuine Protrusio acetabuli, die vermutlich dominant vererbt wird und meist beidseits sowie häufiger beim weiblichen Geschlecht auftritt, von einer sekundären Protrusio acetabuli, die als Folge verschiedener Hüfterkrankungen auftreten kann:
- Osteomyelitis
- tuberkulöse Coxitis
- Hüfttrauma
- primär chronische Polyarthritis
- Tumor
- Osteodystrophia deformans

## Klinik
Zunächst bestehen Einschränkungen von Rotation, Adduktion und Abduktion. Später treten im Rahmen einer Coxarthrose auch Störungen von Beugung und Streckung auf.